# 구현고등학교
구현고등학교(九賢高等學校)는 대한민국 서울특별시 구로구 구로동에 위치한 공립 고등학교이다.

## 학교 연혁
- 2007년 11월 1일 : 학교 설립인가
- 2007년 11월 8일 : 교육부 「개방형 자율학교」 시범학교 지정
- 2008년 3월 1일 : 초대 한명복 교장 취임
- 2008년 3월 3일 : 제1회 입학식(299명 입학)
- 2009년 3월 1일 : 전교과 교과교실제(C2형) 연구학교 지정
- 2010년 3월 1일 : 교과부 자율형 공립고등학교 시범학교 지정
- 2011년 2월 9일 : 제1회 졸업식(289명 졸업)
- 2022년 3월 2일 : 제5대 이의순 교장 취임
- 2023년 2월 1일 : 제13회 졸업식(244명 졸업, 누계 3,753명)
- 2023년 3월 2일 : 제16회 입학식(264명 입학)

## 참고 자료
- 구현고등학교 - 한국교육학술정보원 학교알리미